# Tiberiu Lung
Tiberiu Lung (Craiova, 24 dicembre 1978) è un ex calciatore rumeno, di ruolo portiere.
Anche suo padre Silviu Lung e suo fratello Silviu Lung Jr. sono o sono stati calciatori.

## Carriera

### Club
Ha giocato nella massima serie dei campionati rumeno, cipriota e sudafricano.

### Nazionale
Dopo aver preso parte agli Europei Under-21 del 1998, ha giocato la sua unica partita in Nazionale maggiore il 3 marzo 1999, nell'amichevole vinta contro l'Estonia, entrando nei minuti finali al posto di Bogdan Lobonț.

## Palmarès

### Club

#### Competizioni nazionali
- Campionato rumeno: 1

Steaua Bucarest: 2000-2001
- Supercoppa di Romania: 1

Steaua Bucarest: 2001